# Arcelor
Arcelor S.A. foi a maior produtora de aço do mundo em faturamento e a segunda maior em produção de aço, com faturamento de 30,2 bilhões de euros e embarques de 45 milhões de toneladas de aço em 2004. A empresa foi criada em 2002 por uma fusão das antigas empresas Aceralia (Espanha), Usinor (França) e Arbed (Luxemburgo).
A Arcelor agora faz parte da ArcelorMittal após uma aquisição pela Mittal Steel em 2006.

## Negócios
Com 310 mil funcionários em mais de sessenta países, foi um player importante em todos os seus principais mercados: automotivo, construção, processamento de metais, transformação primária, eletrodomésticos e embalagens, além da indústria em geral. Com vendas totais superiores a quarenta bilhões de euros, a Arcelor era, em 2006, uma das maiores siderúrgicas do mundo em termos de faturamento.
Produzia aços longos, aços planos e aços inox.
Em janeiro de 2006, a Arcelor anunciou a aquisição da Dofasco, maior produtora de aço do Canadá, com produção anual de 4,4 milhões de toneladas. Depois de uma intensa guerra de lances contra a ThyssenKrupp alemã, a Arcelor havia finalmente oferecido 5,6 bilhões de dólares canadenses.

## Fusão com a Mittal Steel
A empresa foi alvo de uma oferta pública de aquisição por parte de sua rival Mittal Steel em 27 de janeiro de 2006. No entanto, a oferta resultou em um aumento substancial no valor das ações da Arcelor. Dois membros do conselho da Arcelor, Guillermo Ulacia e Jacques Chabanier também renunciaram repentinamente. Em 26 de maio de 2006, a Arcelor anunciou sua intenção de se fundir com a Severstal. Desde então, vários economistas, meios de comunicação e acionistas questionaram as intenções da Arcelor em anunciar sua fusão com a Severstal devido a uma opacidade percebida na transação. Mas em 25 de junho de 2006, a diretoria da Arcelor decidiu avançar com a fusão com a Mittal Steel e descartou planos para a fusão da Severstal. A nova empresa passa a se chamar "ArcelorMittal". A Arcelor também pagou à Severstal 140 milhões de euros como "multa" pelas consequências de suas negociações fracassadas. Lakshmi Mittal (proprietário da Mittal Steel) tornou-se o presidente e Joseph Kinsch (ex-presidente da Arcelor) foi nomeado presidente da nova empresa até sua aposentadoria. A fusão da Arcelor com a Mittal criou a líder mundial no setor siderúrgico, aumentando seu poder de barganha com fornecedores e consumidores. A Mittal Steel concordou em pagar 40,37 euros por ação à Arcelor, quase o dobro do valor oferecido seis meses antes.

### Reação à aquisição
Os diretores da Arcelor se opuseram fortemente à aquisição, assim como os governos da França, Luxemburgo e Espanha. O governo belga, por outro lado, declarou sua posição neutra e convidou ambas as partes a entregar um plano de negócios com os futuros investimentos em pesquisa nas siderúrgicas belgas. A oposição francesa foi inicialmente muito feroz e tem sido criticada na mídia britânica, americana e indiana como duplo padrão e nacionalismo econômico na Europa. O ministro do Comércio da Índia, Kamal Nath, alertou que qualquer tentativa da França de bloquear o acordo levaria a uma guerra comercial entre a Índia e a França.
Em 20 de junho, a afirmação acima dos economistas foi confirmada quando a Severstal aumentou sua avaliação da Arcelor. A administração da Arcelor havia de fato subestimado a própria empresa. A capacidade de gestão que havia apoiado abertamente a avaliação anterior da Arcelor passou a ser questionada. Além disso, os mercados combinados da França, Bélgica, Luxemburgo e Espanha repreenderam a administração da Arcelor e suspenderam a negociação de suas ações.
Em 26 de junho, o Conselho de Administração recomendou a aprovação da oferta aprimorada da Mittal (melhoria de 49% em relação à oferta inicial com melhoria de 108% do componente caixa), propôs a criação da Arcelor-Mittal com modelo de governança industrial e corporativa baseado em Arcelor e agendou uma assembléia corporativa para 30 de junho para votar.